# Jeperjek
Jeperjek je naselje v Občini Sevnica.